# Selaginellaceae
De Selaginellaceae vormen de enige familie van (monotypische) orde Selaginellales. De eveneens monotypische familie heeft slechts een geslacht Selaginella met ongeveer 700 soorten.
De Selaginellales worden gerekend tot de klasse Lycopodiopsida (Lycopsida, lycofyten), die daarbinnen een zustertaxon van de orde Isoëtales vormen.
| - Tracheophyta (vaatplanten) - Lycopodiopsida (Lycopsida, lycofyten) - Lycopodiales - Lycopodiaceae (wolfsklauwfamilie) - - Isoetales - Isoetaceae - Selaginellales - Selaginellaceae - Euphyllophyta (euphyllophytes) - Spermatophyta (zaadplanten) - Polypodiopsida (Pteridophyta, pteridofyten, Monilophyta, varens) |